# Teofil Mackowski
Teofil Mackowski (1934 – 3. září 2004) byl český fotbalový útočník.

## Fotbalová kariéra
V československé lize hrál za Spartak Praha Sokolovo. Nastoupil ve 13 ligových utkáních a dal 4 ligové góly. Do Sparty přišel v roce 1962 a hned v prvním ligovém utkání proti Bohemians dal 3 góly. Ve druhé nejvyšší soutěži hrál za VŽKG Ostrava.

## Ligová bilance
| Ročník                                   | Zápasy | Góly | Minuty | Klub                   |
| ---------------------------------------- | ------ | ---- | ------ | ---------------------- |
| 2. československá fotbalová liga 1960/61 | –      | –    | –      | VŽKG Ostrava           |
| 1. československá fotbalová liga 1962/63 | 10     | 4    | 746    | Spartak Praha Sokolovo |
| 1. československá fotbalová liga 1963/64 | 3      | 0    | 53     | Spartak Praha Sokolovo |
| CELKEM 1. liga                           | 13     | 4    | 799    |                        |